# Ostřelování Scarborough, Hartlepoolu a Whitby
Ostřelování Scarborough, Hartlepoolu a Whitby bylo námořním střetnutím první světové války v Severním moři. Německá Kaiserliche Marine v této akci ostřelovala anglické přístavy Scarborough, Hartlepool a Whitby. Při akci bylo zabito 122 civilistů a 443 jich zraněno. Napadení nebráněných přístavů Scarborough a Whitby bylo porušením mezinárodního práva a pobouřilo veřejné mínění. Na druhé straně vyvolalo velkou kritiku Royal Navy, která útoku nedokázalo zabránit.

## Před akcí
Po prvním úspěšném ostřelování britského přístavu Yarmouth německé velení naplánovalo další útok na britské pobřeží, jehož cílem bylo vylákat do pasti menší část britských bitevních lodí a tím zvrátit poměr sil ve svůj prospěch. Předzvědné síly kontradmirála Franze von Hipper měly ostřelováním přístavů Scarborough, Hartlepool a Whitby vyprovokovat reakci části britského loďstva. Východněji od Hippera měly operovat hlavní síly německého námořnictva, které by tyto britské lodě potopily.

## Srovnání sil

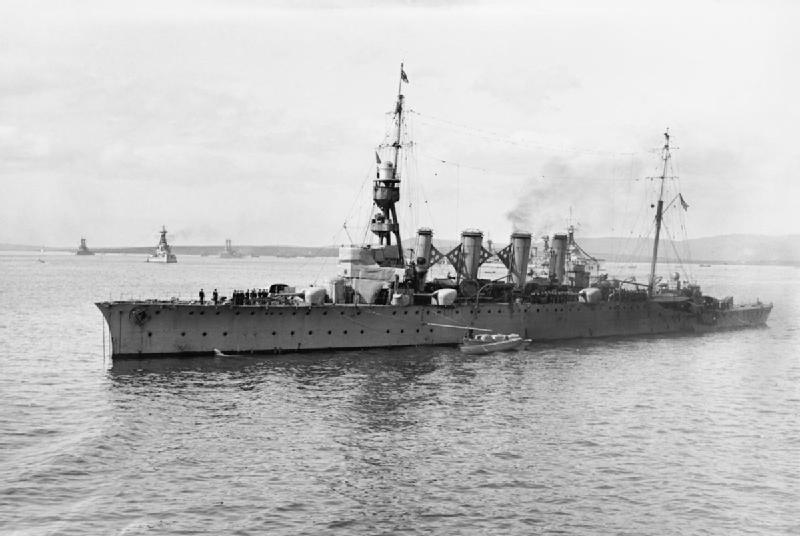
HMS Birmingham

Dne 15. prosince 1914 ve 3 hodiny ráno vyplula německá 1. průzkumná divize bitevních křižníků (SMS Von der Tann, SMS Derfflinger, SMS Seydlitz, SMS Moltke a pancéřový křižník SMS Blücher) doplněná o 2. průzkumnou divizi lehkých křižníků (SMS Strassburg, SMS Graudenz, SMS Kolberg, SMS Stralsund) a 18 torpédoborců z ústí řeky Jade, aby se vydala na výpad proti anglickému pobřeží. Později vyplulo i jádro Hochseeflotte (admirál Friedrich von Ingenohl), aby jeho bitevní lodě poskytly vzdálené krytí bitevním křižníkům. Ingenohl měl vyčkávat východně od mělčiny Dogger Bank pro případ, že by byl von Hipper pronásledován Brity.
Britská admiralita se z německých depeší dozvěděla o operaci německých bitevních křižníků, unikla jí ale informace o tom, že se k operaci připojí jádro Hochseeflotte. Do oblasti Helgolandu proto vyplula pouze část britského loďstva čítající Beattyho 1. eskadru bitevních křižníků (bitevní křižníky HMS Lion, HMS Queen Mary, HMS Tiger a HMS New Zealand), 2. eskadru bitevních lodí viceadmirála George Warrendera (moderní dreadnoughty HMS King George V, HMS Ajax, HMS Centurion, HMS Orion, HMS Monarch a HMS Conqueror), 3. eskadru křižníků kontradmirála Pakehama (pancéřové křižníky HMS Devonshire, HMS Antrim, HMS Argyll a HMS Roxburgh), 1. eskadru lehkých křižníků komodora Goodenougha (moderní lehké křižníky HMS Southampton, HMS Birmingham, HMS Falmouth a HMS Nottingham) a flotilu torpédoborců. Do pohotovosti byly uvedeny i další síly určené k obraně pobřeží. K ostrovu Terschnelling rovněž bylo vysláno hlídkovat 8 britských ponorek.Britské síly sice byly dostatečné pro zničení německých bitevních křižníků, nikoliv však pro případný střet s celou Hoschseeflotte. Britský admirál John Jellicoe proto chtěl do akce nasadit hlavní síly britského loďstva. To ale admiralita odmítla.

## Noční setkání

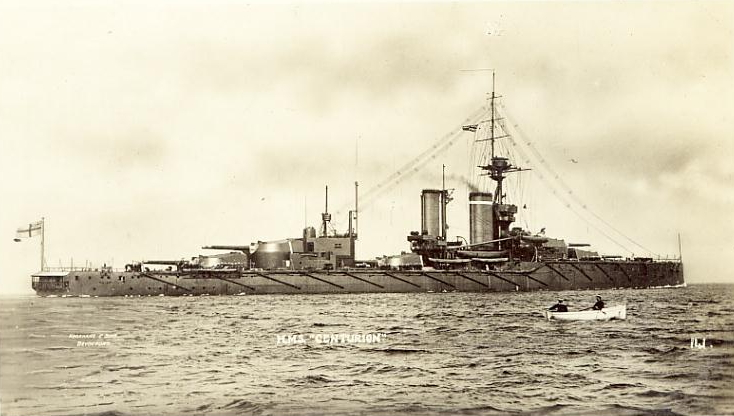
HMS Centurion

V noci 15. prosince pluly britské eskadry na místo setkání cca 110 mil východně od Flamborough Headu na britském pobřeží. Shodou okolností to bylo velice blízko místa, kde mělo na Hippera čekat jádro německé Hochseeflotte. Nastala tak přesně situace, ve kterou Němci doufali – osamocená eskadra bitevních lodí byla v blízkosti celého německého loďstva. Příležitost však nebyla využita. V 5:15 ráno narazil britský torpédoborec HMS Lynx na německý torpédoborec V 155 a vypukla dvouhodinová potyčka do které se zapojila řada lodí, včetně lehkého křižníku SMS Hamburg (byl poškozen). Admirál Ingenohl byl mezitím informován o přítomnosti britských lodí, neznal však jejich sílu a předpokládal, že v oblasti je celé jádro britského loďstva. Bez dostatečného průzkumu se tedy rozhodl stáhnout, aniž o tom však informoval Hippera. V 6:20 se Hochseeflotte obrátila směrem k východu a plula zpět na své základny.
Britové do té doby netušili, že plují nedaleko hlavních sil německého loďstva. Až před osmou hodinou byl Warrender informován torpédoborci o přítomnosti pancéřového křižníku SMS Roon a několika torpédoborců. Aniž by znali skutečnou sílu protivníka, pokusili se o jeho ponásledování. Po deváté hodině však byli informování o přítomnosti německých bitevních křižníků u anglického pobřeží a vydali se je vyhledat.

## Akce bitevních křižníků

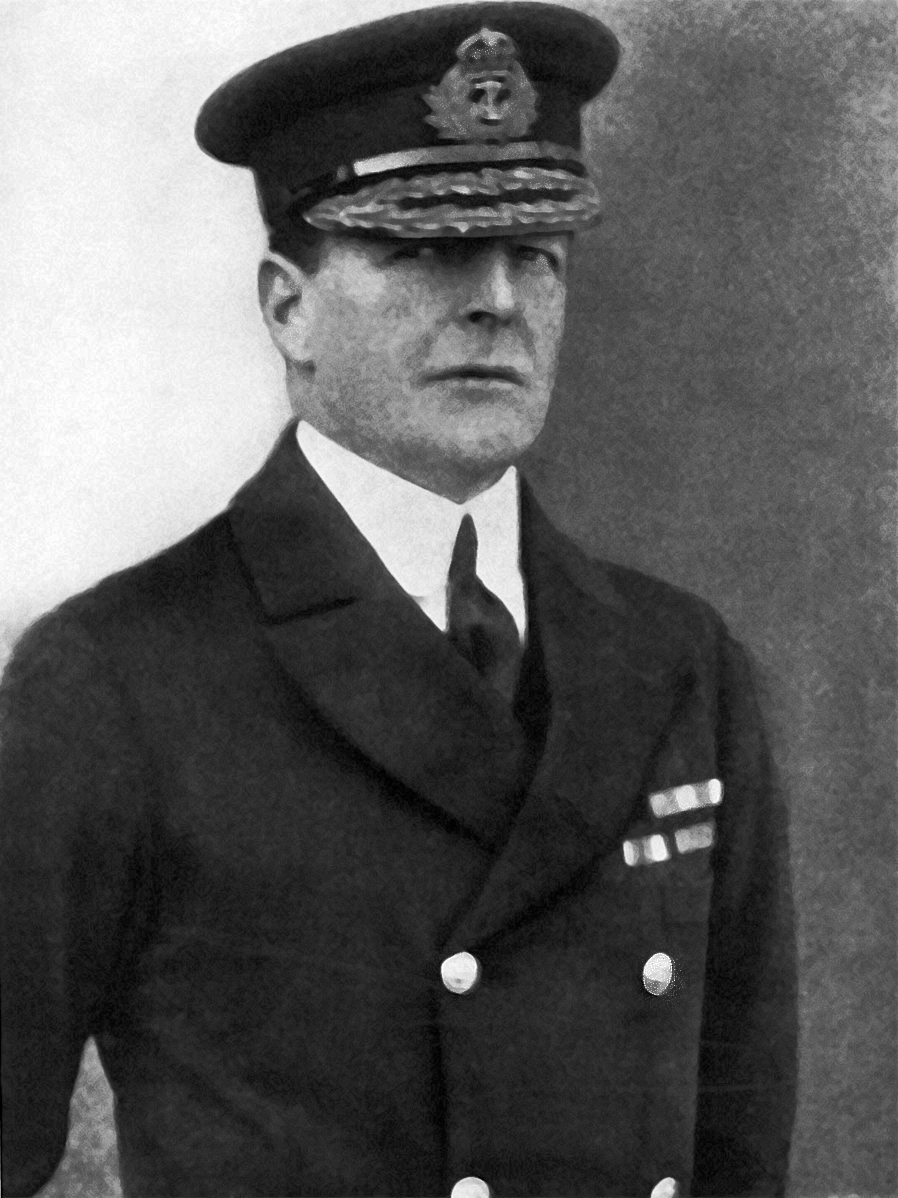
David Beatty

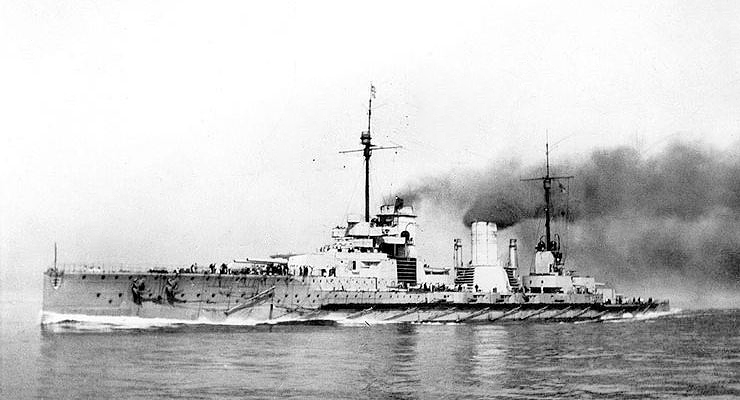
SMS Seydlitz byl vlajkovou lodí kontradmirála Hippera

Lodě kontradmirála Hippera se rozdělily na dvě skupiny. V ranních hodinách 16. prosince ostřelovala jižní skupina (kontradmirál Arthur Tapken), složená z křižníků Von der Tann, Derfflinger a Kolberg, cíle u Scarborough a Whitby. Napadení nebráněných přístavů však bylo porušením mezinárodního práva. Bitevní křižníky přístav ostřelovaly a Kolberg před něj nakladl miny. Na oba přístavy bylo vypáleno celkem 964 granátů. Křižníky Moltke, Seydlitz a Blücher patřící do severní skupiny (Hipper) napadly Hartlepool. Odehnaly čtyři staré torpédoborce bránící přístav a zahájily jeho ostřelování. Přístav bránila pobřežní baterie se 152mm děly, která křižníky několikrát zasáhla (na Blücheru devět mužů padlo a dvanáct jich bylo raněno). Němci v přístavu zastihli křižníky Patrol, Forward a ponorku C 9, kterým se podařilo uniknout za cenu poškození Patrolu. Čtyři muži padli a sedm bylo raněno. Němci na Hartlepool vystříleli 1150 granátů všech ráží. Zahynulo 86 civilistů a 424 jich bylo zraněno. Zasaženo bylo na 300 budov, infrastruktura a čtyři obchodní lodě. Poté se obě skupiny spojily a vydaly na cestu zpět na základny.

## Únik
Hlavní britské síly se odděleně vracely na západ (mělčinu Dogger Bank obeplouval Beatty ze severu a Warrender z jihu). V 11:25 zpozoroval křižník Southampton, patřící k Beattyho křižníkům, část německé 2. předzvědné skupiny. Spolu s křižníkem Birmingham je napadl a na místo byly přivolány i zbývající dva britské lehké křižníky. Beatty vydal rozkaz, aby se dva z křižníků vrátily k průzkumu, jeho signální důstojník Ralph Seymour však zprávu chybně formuloval a všechny britské lodě boj přerušily. Kontakt pak nakrátko získala také Warrenderova skupina, rychlejší Němci jim však brzy opět zmizeli.
Britové se pokoušeli německé lodě dostihnout, ti však o jejich přítomnosti věděli a dokázali jim uniknout. Ve 12:30 hlásil křižník SMS Stralsund kontakt s několika nepřátelskými křižníky a o něco později hlásil šest velkých lodí nepřítele identifikovaných jako bitevní lodě třídy Orion. Ve 13:00 se tyto nacházely na pozici 54° 20' severní šířky a 2° 0' východní délky a tato informace umožnila bitevním křižníkům vyhnout se kontaktu se silnějším protivníkem (v jednu chvíli byly od sebe vzdáleni pouhých 15 mil). Také pokus britských ponorek o útok vyšel naprázdno a ve večerních hodinách se všechny německé jednotky vrátily do svých přístavů.

## Závěr

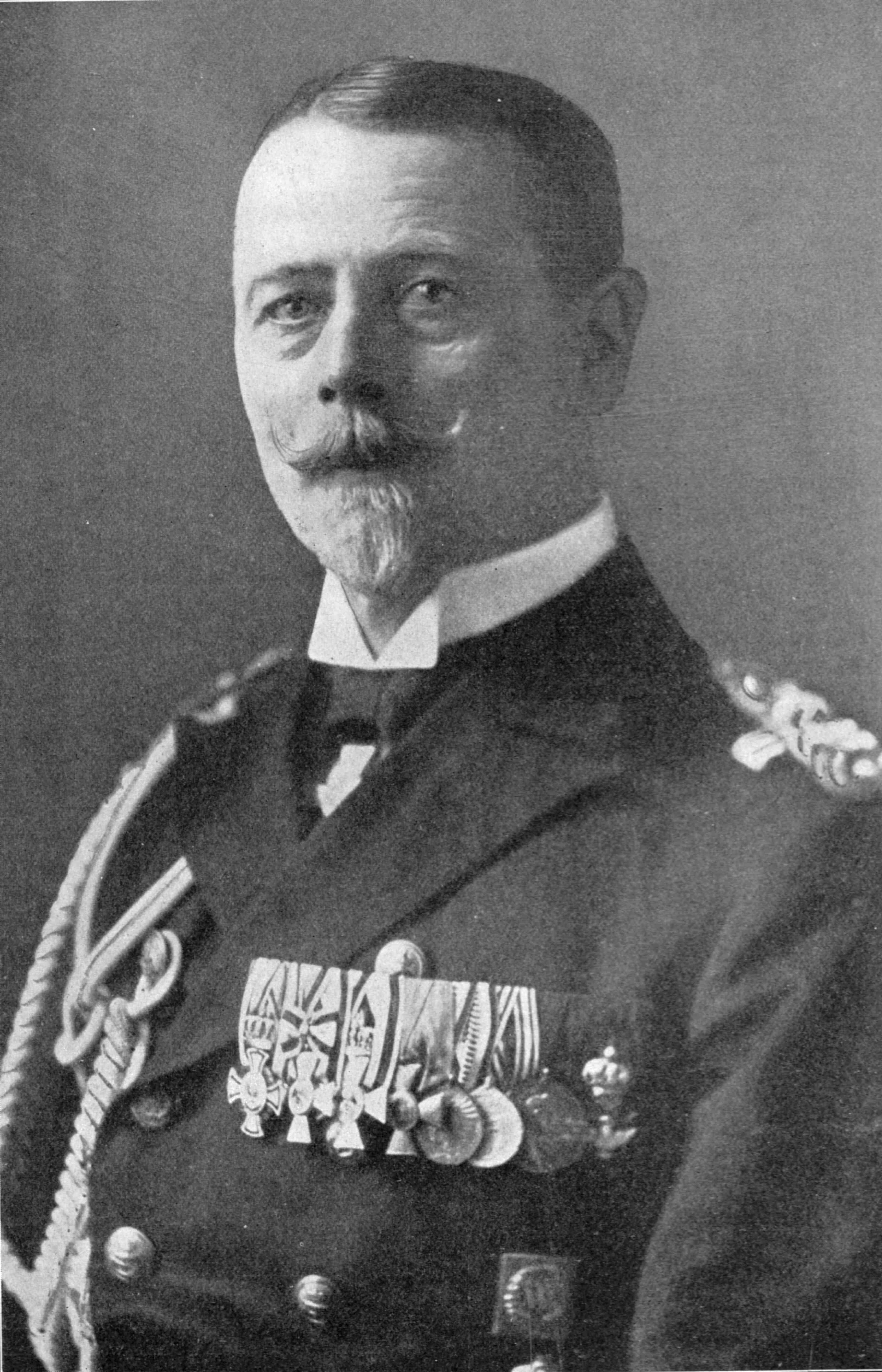
Friedrich von Ingenohl

Celá operace byla německým úspěchem v tom, že se jim opět podařilo ostřelovat britské pobřeží. Napadení nebráněných přístavů Scarborough a Whitby pobouřilo veřejné mínění (což později využila propaganda) a vyvolalo silnou kritiku Royal Navy, které mu nedokázalo zabránit. Hipper navíc dokázal se štěstím uniknout silnějším britským pronásledovatelům – admirál Fisher se později neúspěšně pokusil odvolat velitele Warrendera a Goodenougha. Na druhé straně však měl admirál Ingenohl šanci vyrovnat potopením šesti britských dreadnoughtů poměr německých sil s Royal Navy, což mohlo mít výrazný vliv na další průběh války.